# Hydrodamalis cuestae
Hydrodamalis cuestae (лат.) — вид вымерших морских млекопитающих из семейства дюгоневых (Dugongidae) отряда сирен, вероятный предок стеллеровой коровы (Hydrodamilis gigas). Обитал в позднем миоцене — плиоцене (11,62—2,58 млн лет назад) вдоль побережий запада США, Мексики и Японии. Был впервые описан в 1978 году Дэрилом Домнингом (Daryl Domning), когда в Калифорнии были обнаружены окаменелости. Представители достигали в длину до 9 метров, что делало их самыми крупными сиренами, которые когда-либо жили. Внешний вид и поведение в значительной степени основаны на хорошо документированной морской корове Стеллера, которая, в отличие от H. cuestae, жила в наше время и была хорошо описана.

## Таксономия и исчезновение
Hydrodamalis cuestae описан в 1978 году по остаткам из верхнеплиоценовых отложений (пьяченцский ярус) формации Писмо в Калифорнии (США). На сегодняшний день известны ископаемые остатки этого животного и из других местонахождений Калифорнии и датированы временем начиная от верхнего миоцена по верхний плиоцен (гемфиллий-бланкий). Находки, совершённые в Нижней Калифорнии (север Мексики), имеют верхнеплиоценовый возраст. Остатки этого животного были найдены и в нижнеплиоценовых отложениях острова Хоккайдо (Япония). Часть находок оттуда в 1988 году была описана под видовым именем Hydrodamalis spissа Furusawa, 1988, имелись также другие остатки с Хоккайдо неопределённой видовой принадлежности (Sirenia indet. Illiger, 1811). Сегодня установлено, что эти японские находки также относятся к виду Hydrodamilis cuestaе.

## Эволюция
Предками H. cuestaе являются более древние и меньшие по размерам представители рода дусисиренов (Dusisiren). Наиболее вероятный кандидат на эту роль — D. takasatensis, обнаруженный в отложениях средней части острова Хонсю (Япония), имеющих верхнемиоценовый возраст (около 10—6 млн лет). По некоторым морфологическим признакам (редукция зубного ряда, форма нёба, строение затылочной суставной поверхности и др.) он занимает промежуточное положение между более ранним D. jordani и H. cuestaе.
Вид вымер в конце плиоцена, около 2 млн лет назад. Представляется вероятным, что исчезновение H. cuestaе было как-то связано с началом ледникового периода, сопровождавшегося похолоданием и, как следствие, изменением ареалов многих морских растительных и животных организмов, уменьшением кормовых территорий и распространением новых видов конкурентов и хищников. Однако перед полным своим исчезновением Hydrodamalis cuestae, очевидно, дал начало стеллеровой корове, несколько более специализированной и гораздо лучше приспособленной к жизни на прохладных мелководьях тихоокеанского севера.

## Описание
Максимальная длина тела Hydrodamalis cuestae достигала более 9 м, череп имел длину около 79 см, масса по некоторым данным могла достигать 10 тонн. Таким образом, он являлся наиболее крупным известным нам представителем отряда сирен за всё время его существования. Животное имело относительно небольшую голову, массивное веретенообразное тело, оканчивающееся мощным хвостовым плавником. Скелет был тяжёлым, кости обладали значительной плотностью и служили своеобразным балластом, препятствовавшим выталкиванию тела на водную поверхность. Передние конечности были укорочены, скелет кисти сильно редуцирован, многие фаланги отсутствуют. Вероятно, как и у стеллеровой коровы, на концах этих культеобразных конечностей имелись копытообразные образования, состоящие из эпидермиса. Животное передвигалось, поочерёдно переставляя передние конечности по поверхности дна либо плавно взмахивая широким хвостовым плавником. Местообитаниями этих крупных животных являлись мелководные участки внутренних морей, заливы, бухты и устья рек, где они могли найти защиту от непогоды и обильное пропитание: водоросли и морские травы. Во рту пища измельчались с помощью двух специальных роговых пластин, находившихся на нёбе и на нижней челюсти. Зубы у этих сирен полностью отсутствовали, однако у их эмбрионов закладывались альвеолы верхних коренных зубов, в дальнейшем заполнявшиеся соединительной тканью. С большой долей вероятности можно предположить, что H. cuestae представлял собой стадное животное и держался семейными группами.